# ハインツ・ティーティエン
ハインツ・ティーティエン（Heinz Tietjen, 1881年6月24日 - 1967年11月30日）は、ドイツの指揮者、音楽監督。

## 経歴
モロッコのタンジール出身。アルトゥル・ニキシュに師事。23歳でトリーアの歌劇場の指揮者に就任し、1907年には芸術監督に任命され、両職を1922年まで務めた。それと並行し、1919年から1922年までザールブリュッケンとブレスラウ（のちのポーランド領ヴロツワフ）でも芸術監督を務めた。1925年から1927年にかけてベルリン市立歌劇場（のちのベルリン・ドイツ・オペラ）の音楽監督を務め、ベルリン国立歌劇場に移った。ヴァイマル共和国が崩壊してナチス政権が成立した以降もヘルマン・ゲーリングの庇護を受け、国立歌劇場での職務を継続した。また、ヴィニフレート・ワーグナーに招かれ、1931年から1944年にかけてバイロイト音楽祭の芸術監督を務めた。
1948年、ベルリン・ドイツ・オペラに戻って1955年まで勤務したほか、1959年までハンブルクの国立歌劇場の監督も務めた。1967年、バーデン＝バーデンで死去。